# Badi Assad
Badi Assad, nom artístic de Mariângela Assad Simão (Sâo João da Boa Vista, 23 de desembre de 1966) és una cantant, guitarrista, violinista, percussionista i compositora brasilera.

## Carrera
Nasqué al 1966 a Sâo João da Bona Vista, però de seguida marxà a Rio de Janeiro, on va residir fins als 12 anys. Son pare, Jorge, descendent de libanesos, va decidir anar amb la família al Rio al 1969, per proporcionar als germans de Badi, Sérgio i Odair Assad, classes de violí clàssic amb la professora argentina Monina Távora, deixebla d'Andrés Segovia. A mitjan anys 80, ja com a Duo Assad, sos germans guanyen reconeixement i projecció internacional. Badi segueix els passos dels germans, comença els estudis de violí als 14 anys, després d'una iniciació musical en piano.
Als 15 anys, comparteix el primer lloc com a millor violista, al costat de Fábio Zanon, en el “Concurs Joves Instrumentistes" de Rio de Janeiro. Als 19 anys, guanya el premi de millor violinista brasilera en el "Concurs Internacional Villa-Lobos" de Rio de Janeiro. Badi és escollida l'any següent com l'única violinista per representar Brasil en el "Concurs Internacional de Viña Del Mar", de Xile.
Badi Assad va estudiar música en la Universitat Federal de l'Estat de Rio de Janeiro. El 1989, enregistra el seu primer àlbum, Dança dos Tons, llançat solament a Brasil llavors, i posteriorment reeditat en CD al 2003, retitulat Dança das Ondas. De seguida, Badi fa experiments vocals, produint sons de percussió amb la boca, que amb performances amb guitarra caracteritzen els seus enregistraments posteriors.
El 1993, signa un contracte amb el segell Chesky Records, conegut pels seus enregistraments d'alta qualitat tècnica dirigits a un públic melòman. Els seus tres àlbums Solo llançat el 1994, Rhythms del 1995 i Echoes of Brazil del 1997 afirmen la seua reputació internacional entre el públic de jazz i de música instrumental. El 1994, la revista nord-americana Guitar Player la tria entre els 100 millors artistes del món i el 1996 la revista nord-americana Classical Guitar la considera, junt amb artistes com Charlie Hunter, Ben Harper i Tom Morello (del grup Rage Against The Machine), una dels 10 joves talents que més revolucionaren l'ús de la guitarra als anys 90. La revista americana Guitar Player li dona el premi de millor guitarrista d'aquell any, així com Rhythms el millor CD, en la categoria de guitarra acústica.
En l'àlbum següent, Chameleon, gravat el 1998, Badi Assad documenta la seua col·laboració amb Jeff Scott Young, exintegrant de la banda Megadeth. Tres anys de canvis radicals posteriors inclouen el descobriment d'una incapacitat motora que la impossibilità de tocar el violí quasi dos anys. Després de recuperar-se completament, retorna a Brasil el 2001 després d'haver passat quatre anys als Estats Units.
El 2003 grava, de nou per al segell Chesky Records, l'àlbum Three Guitars, al costat dels guitarristes americans Larry Coryell i John Abercrombie.
El repertori de Verde, llançat el 2004 amb el segell alemany DG (Universal Music), és format per una barreja de noves interpretacions molt personals de clàssics brasilers i americans, a més de noves composicions, dues de les quals compostes a mitges amb Jeff Young. En Verde, les composicions de Badi apareixen al costat de les popularíssimes "Asa branca", de Luiz Gonzaga, i "Bom dia, tristeza", d'Adoniran Barbosa i Vinícius de Morais, a més de noves lectures de Björk i U2.
Badi Assad llança el seu CD Wonderland el 2006, compost de relectures d'Eurhythmics, Vangelis, Tori Amos, Cartola i Lenine entre d'altres. Wonderland entrà en la llista dels millors 100 CD de l'any per la BBC de Londres, així com entre els 30 millors del web de més visites d'internet, Amazon. El 2010, llança el seu primer DVD Badi Assad, commemorant vint anys de carrera, produït per ella i distribuït pel segell brasiler Biscoito Fino. Badi Assad també s'estrena com a actriu, protagonitzant Agrégora en l'Ópera das Pedras, escrita per l'artista plàstica Denise Milan i codirigida pel director americà Lee Breuer (Mabou Mines).
En commemoració dels vint anys de carrera, Badi llança el seu primer DVD. Tots els registres anteriors són casolans, tret de la participació en el DVD de Toquinho, de la presentació a París amb “3 Guitars” i de “Família Assad: un songbook brasiler”. El projecte era una col·lecció de quinze cançons que havien marcat la trajectòria de Badi fins llavors.

## Discografia
- Dança dos tons (1989) Independent LP
- Solo (1994) Chesky Records CD
- Rhythms (1995) Chesky Records CD
- Echoes of Brazil (1997) Chesky Records CD
- Chameleon (1998) i.e.music/PolyGram CD
- Nowhere (2003) Independent CD
- Three guitars (2003) Chesky Records CD
- Dança das ondas (2003) GHA CD
- Verde (2004) eDGe music/Universal CD
- Wonderland (2006) eDGe music/Universal CD
- Badi Assad (2010) DVD/ Biscoito Fino
- Amor e outras manias crônicas (2012)  Núcleo Contemporâneo
- Between Love and Luck (2013)
- Cantos de casa (2014)
- Two Worlds One (2015)
- Singular (2016)

## Altres imatges

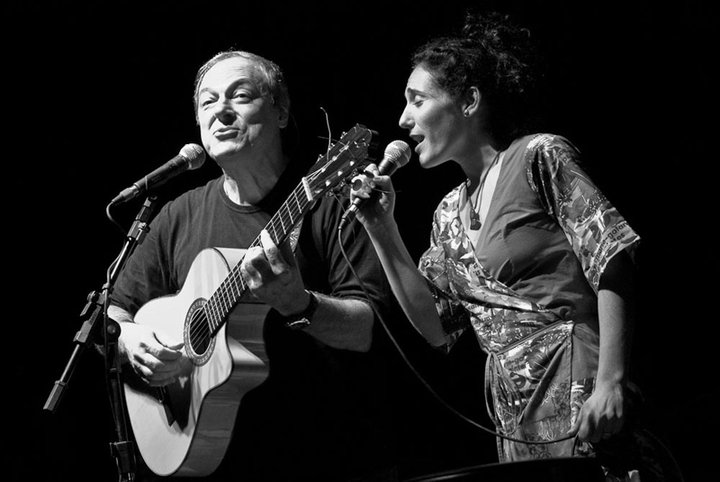
Participació especial de Badi Assad en presentació de Toquinho en la 32a Setmana Guiomar Novaes a Sâo João da Bona Vista
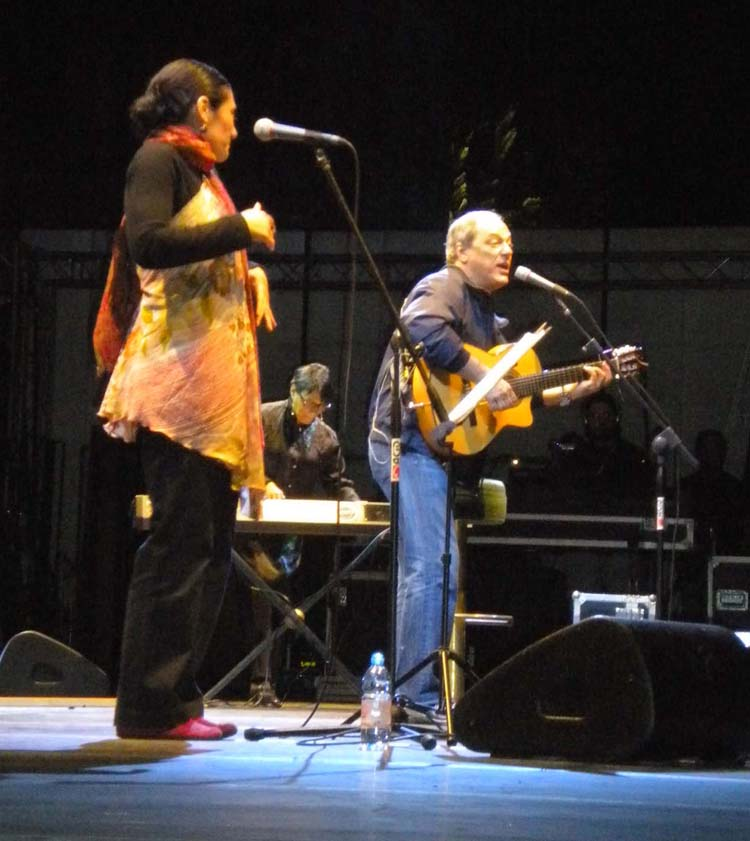
Badi Assad cantant en duo amb Toquinho a Cremona, 2010
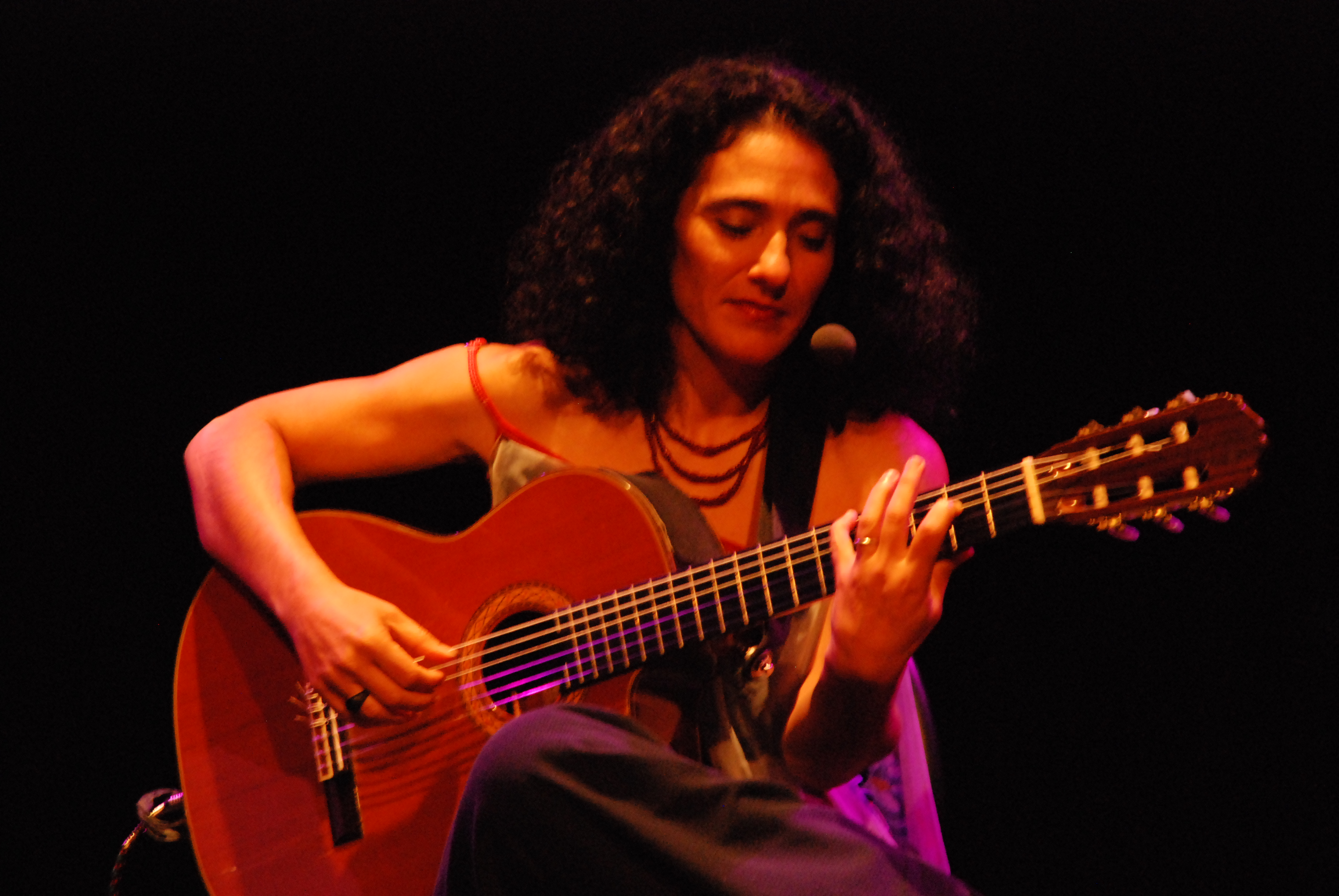
Badi Assad en la unitat del SESC Santana de Sâo Paulo